# Un coup de pied aux cultes
Vous lisez un « bon article » labellisé en 2021.
Un coup de pied aux cultes (en versions française et québécoise ou The Joy of Sect en version originale) est le quatorzième épisode de la neuvième saison de la série télévisée d'animation Les Simpson. Il est diffusé pour la première fois sur le réseau Fox aux États-Unis le 8 février 1998. Dans cet épisode, une secte s'empare de Springfield et la famille Simpson en devient membre.
David Mirkin est à l'origine de l'idée de l'épisode alors que Steven O'Donnell en est le principal scénariste et Steven Dean Moore le réalisateur. Les scénaristes s'appuient sur de nombreux groupes pour développer les « Mouvementariens », mais ils sont principalement influencés  par la Scientologie, la secte Heaven's Gate, l'Église de l'Unification, le Rajneeshpuram et le Temple du Peuple. L'épisode contient de nombreuses références à la culture populaire, notamment le titre original qui fait référence à l'ouvrage Les Joies du sexe et un gag faisant intervenir un « Rover » tiré de la série télévisée Le Prisonnier.
Un coup de pied aux cultes est par la suite analysé d'un point de vue religieux, philosophique et psychologique. Plusieurs livres sur Les Simpson comparent les Mouvementariens à bon nombre des groupes mêmes dont les scénaristes se sont inspirés.
Lors de sa diffusion originale, l'épisode réunit environ 9,4 millions de téléspectateurs. Il reçoit ensuite de nombreuses critiques positives ; les périodiques USA Today et The A.V. Club le comprenant même dans leur liste des épisodes les plus importants des Simpson.

## Synopsis
À l'aéroport de Springfield, Homer Simpson rencontre des recruteurs d'un nouveau mouvement religieux, le Mouvementarianisme. Ils l'invitent à regarder avec d'autres Springfieldiens  un film d'information. Le film explique qu'un homme mystérieux, connu comme « Le Guide », emmènera les Mouvementariens à bord d'un vaisseau spatial vers la planète Béatituda. Le long film lave le cerveau des participants afin de les pousser à adorer le Guide.
Après qu'Homer a rejoint la secte, il déménage avec sa famille dans l'enceinte du complexe des Mouvementariens. Bien que méfiants au départ, tous les enfants des Simpson se convertissent au Mouvementarianisme. Marge, seule membre de la famille à résister à l'endoctrinement, parvient à s'échapper du complexe fortement gardé. À l'extérieur elle retrouve les derniers résistants aux Mouvementariens, le Révérend Lovejoy, Ned Flanders et Willie le jardinier. Avec leur aide, elle dupe sa famille pour qu'ils quittent le complexe avec elle. Chez les Flanders, Marge déprogramme ses enfants en les appâtant avec de faux vélos volants, puis elle travaille sur le cas d'Homer en lui servant un verre de bière. Cependant, alors qu'une goutte de bière lui tombe sur la langue, les avocats des Mouvementariens le recapturent.
De retour au complexe, Homer révèle à une foule de Mouvementariens qu'il n'est plus sous leur contrôle et ouvre les portes de la grange interdite pour exposer aux yeux de tous que la secte est une supercherie, mais la foule et lui-même sont surpris d'y découvrir un véritable vaisseau spatial. Toutefois, le vaisseau spatial se désintègre au fur et à mesure qu'il prend son envol, révélant le Guide sur un avion à pédales fuyant avec l'argent de tous ses adeptes. Il s'écrase alors devant la ferme de Cletus Spuckler, où ce dernier l'oblige à lui donner tout son argent sous la menace d'une arme. Les Simpson rentrent chez eux, où Lisa remarque à quel point il est formidable de penser à nouveau par eux-mêmes. L'épisode se termine avec la famille regardant la Fox à la télévision et répétant mécaniquement après le présentateur « Nous regardons la Fox »,.

## Production

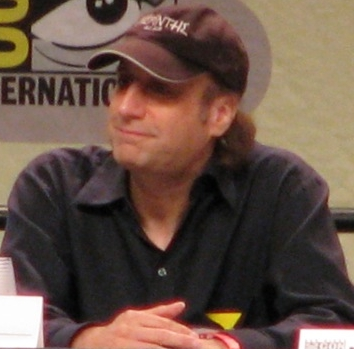
L'épisode est tiré d'une idée originale de David Mirkin, producteur délégué de celui-ci.

L'épisode est le second et dernier épisode scénarisé par Steven O'Donnell. Il est tiré d'une idée originale de David Mirkin,. David Mirkin est le show runner des cinquième et sixième saisons, mais il revient à la production de deux épisodes lors de la neuvième saison. Il déclare être attiré par l'idée de parodier les sectes parce qu'elles sont « comiques, intéressantes et tordues ». Il conçoit l'épisode après être rentré chez lui un soir et avoir entendu à la radio une émission sur l’histoire des sectes. Les principaux scénaristes de l'épisode sont David Mirkin, Steven O'Donnell, Jace Richdale et Kevin Curran. Le titre, The Joy of Sect, est trouvé par Jace Richdale. L'épisode est réalisé par Steven Dean Moore,.
Les facettes des Mouvementariens sont inspirées de différentes sectes et religions, notamment la Scientologie, le Temple du Peuple de Jim Jones, le groupe Heaven's Gate, l'Église de l'Unification, la Communauté d'Oneida et les groupes du gourou Osho. En particulier, le passage où le Guide conduit une Rolls-Royce à travers les champs est en partie inspiré du Rajneeshpuram et du goût de son gourou, Shree Rajneesh, pour les Rolls-Royces, et la notion de retenir les gens contre leur gré à l'intérieur d'un complexe est une référence à Jim Jones,. Le nom « Mouvementariens » est choisi pour sa « sonorité étrange ». La scène présentant la diffusion de la vidéo d'information de six heures pendant lesquelles ceux qui se lèvent pour partir sont incités à rester par la pression sociale et la pensée de groupe fait référence à l'Église de l'Unification et au EST Training. Les producteurs de la série reconnaissent que la scène de fin de l’épisode est une critique de la Fox comme étant « la mauvaise chaîne de télévision qui contrôle les esprits ». Le script de l'épisode est écrit en 1997, à peu près au même moment où les membres de la secte Heaven's Gate se sont suicidés. Les scénaristes remarquent les étranges parallèles entre le premier jet de David Mirkin et le groupe Heaven's Gate, notamment la croyance en l'arrivée d'un vaisseau spatial salvateur et le fait que les membres du groupe portent des vêtements assortis et des baskets étranges. En raison de ces coïncidences, plusieurs éléments sont modifiés afin que l'épisode soit moins choquant à la suite de ces suicides.

## Analyse

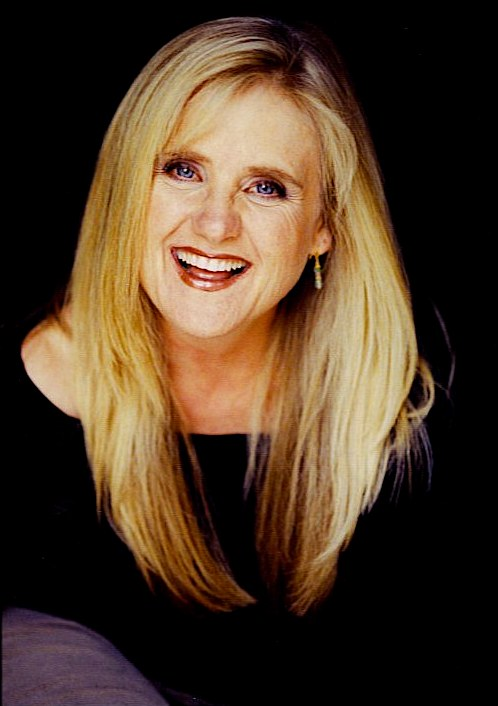
Nancy Cartwright, la voix de Bart, est pratiquante de la Scientologie, mouvement qui sert d'influence au Mouvementarisme dépeint dans l'épisode.